# 卡洛·阿戈斯托尼
卡洛·阿戈斯托尼（義大利語：Carlo Agostoni，1909年3月23日—1972年6月25日），意大利男子击剑运动员。他曾参加1928年夏季奥运会、1932年夏季奥运会和1948年夏季奥运会击剑比赛，共获得1枚金牌、2枚银牌和1枚铜牌。